# 구스 베이비
《구스 베이비》(Duck Duck Goose)는 미국에서 제작된 크리스토퍼 젠킨스 감독의 2018년 애니메이션, 코미디, 가족 영화이다. Jim Gaffigan 등이 목소리 출연을 맡았고 페니 핀클먼 콕스 등이 제작에 참여하였다.

## 목소리 출연
아래는 한국어 목소리 출연 기준이다.

### 주연
- 전현무
- 유아
- 박성광
- 짐 개피건
- 젠다야 콜맨
- 랜스 임
- 레지 와츠

### 조연
- 김서영
- 이정구
- 홍범기
- 이장원
- 전태열
- 정기항
- 홍소영
- 송준석

## 기타
- 사운드슈퍼바이저: 로버트 잭슨
- 미술: 크리스티안 쉘월드
- 배역: 로빈 클라인